# Takumi Nagaishi
Takumi Nagaishi (født 16. februar 1996) er en japansk fodboldspiller, som spiller for den japanske fodboldklub Renofa Yamaguchi FC.